# Филимоново (Поречье-Рыбное сельское поселение)
Филимоново — село Ростовского района Ярославской области, входит в состав сельского поселения Поречье-Рыбное. 

## География
Расположено в 3 км на юго-восток от центра поселения посёлка Поречье-Рыбное и в 17 км на юг от Ростова.

## История
До 1764 года Филимоново принадлежало Ростовскому архиерейскому дому. В селе находятся две одноглавые каменные церкви. Первая построена в 1793 году с престолом св. Николая на средства прихожан, а вторая в 1804 году с престолом св. вмч. Димитрия Солунского построена помещиком деревни Инеры. Колокольня построена вместе с первой церковью. Прежде почти на том же самом месте была деревянная церковь.  
В конце XIX — начале XX село входило в состав Ворожской волости Ростовского уезда Ярославской губернии. В 1885 году в селе было 30 дворов.
С 1929 года село входило в состав Климатинского сельсовета Ростовского района, с 1960 года — в административном подчинении рабочего посёлка Поречье-Рыбное, с 2005 года — в составе сельского поселения Поречье-Рыбное.

## Население
| 1859 | 1914 | 2007 | 2010 |
| ---- | ---- | ---- | ---- |
| 225  | ↗320 | ↘26  | ↘18  |

## Достопримечательности
В селе расположены недействующие Церковь Николая Чудотворца (1793) и Церковь Димитрия Солунского (1804).